# Francesco Capuano Di Manfredonia
Francesco Capuano Di Manfredonia (datado en el siglo XV) fue un astrónomo italiano.
Profesor de astronomía en Padua, República de Venecia, posteriormente fue nombrado obispo. También es conocido como Johannes Baptista Capuanus si Pontinus, de Manfredonia. Escribió un influyente comentario sobre el trabajo Tractatus de Sphaera de Johannes de Sacrobosco. Este comentario fue reeditado seis veces hasta 1531. Francesco murió alrededor de 1490.
En el mapa lunar de Giovanni Battista Riccioli del siglo XVII, aparecía un cráter conmemorando el nombre del astrónomo Capuanus; aunque después fue renombrado como cráter Ramsden. Posteriormente un cráter al este-sureste de Ramsden fue denominado Capuanus en su honor según el acuerdo adoptado por la Unión Astronómica Internacional en 1935.